# Rhopalicus opisthotomus
Rhopalicus opisthotomus is een vliesvleugelig insect uit de familie Pteromalidae. De wetenschappelijke naam is voor het eerst geldig gepubliceerd in 1848 door Ratzeburg.